# (933) Susi
(933) Susi est un astéroïde évoluant dans la ceinture principale, découvert le 10 février 1927 par l'astronome allemand Karl Wilhelm Reinmuth depuis l'observatoire du Königstuhl.
Il est nommé en l'honneur de Susi Graff, femme du directeur de l'observatoire de Vienne, Kasimir Graff.